# Brefeldia
Brefeldia is een monotypisch geslacht van slijmzwammen behorend tot de familie Amaurochaetaceae. Het bevat alleen Brefeldia maxima.